# Estruç de Somàlia
L'estruç de Somàlia (Struthio molybdophanes) és un gran ocell no volador de la família dels estruciònids (Struthionidae) que s'ha considerat coespecífic amb la resta d'estruços però que el Congrés Ornitològic Internacional (versió 2.8, 2011) considera una espècie de ple dret arran els treballs de Miller et al (2010).
L'anàlisi de l'ADN mitocondrial dels diferents taxons del gènere Struthio, incloent l'extint estruç àrab (S. c. syriacus) ha mostrat que l'estruç somali és filogenèticament la més apartada de les variants, i sembla que es va separar de la resta dels taxons fa uns 3,6-4,1 milions d'anys.

## Hàbitat i distribució
Habita terrenys amb vegetació més densa que l'estruç comú, amb una distribució que abraça l'est d'Àfrica, des del nord-est d'Etiòpia i Somàlia, al nord-est de Kenya, ocupant aproximadament l'àrea coneguda com la Banya d'Àfrica.

## Morfologia
Similar a la resta d'estruços, la pell del coll i les cuixes és de color gris-blau (en comptes de rosat), esdevenint blau brillant en els mascles durant l'època d'aparellament. El coll no té el típic anell blanc ampli, i les plomes de la cua són de color blanc. Les femelles són lleugerament més grans que els mascles i el seu plomatge marró és similar al de les femelles dels altres estruços.

## Alimentació
L'estruç somali s'alimenta en major part dels arbusts que altres estruços, més herbívors.